# Agrotis wikstroemiae
Agrotis wikstroemiae là một loài bướm đêm trong họ Noctuidae.